# J. C. Leyendecker
Joseph Christian Leyendecker, noto semplicemente come J. C. Leyendecker (Montabaur, 23 marzo 1874 – New Rochelle, 25 luglio 1951) è stato un illustratore tedesco naturalizzato statunitense.
Tra i maggiori artisti commerciali della sua generazione, Leyendecker è noto soprattutto per aver disegnato oltre quattrocento copertine delle principali riviste statunitensi tra la fine del XIX secolo e la metà del XX secolo.

## Biografia
J. C. Leyendecker nacque a Montabaeur nel 1874, primogenito di Peter ed Elizabeth Ortseifen Leyendecker; suo fratello minore Francis Xavier sarebbe diventato a sua volta un artista. Nel 1882 la famiglia si trasferì a Chicago, dove il fratello di Elizabeth era vicepresidente della McAvoy Brewing Company. Già da adolescente Leyendecker cominciò a lavorare per la ditta di incisioni J. Manz & Company e la sua prima commissione fu di creare 60 illustrazioni di soggetto biblico per la Powers Brothers Company; successivamente studiò al Art Institute of Chicago e all'Académie Julian a Parigi insieme al fratello.
Nel 1897 i fratelli Leyendecker tornarono negli Stati Uniti e due anni più tardi J. C. ricevette la sua prima commissione: una copertina per il  Saturday Evening Post; ciò segnò l'inizio di un sodalizio artistico tra l'illustratore e il giornale durato 44 anni, durante i quali disegnò 322 copertine .
Nel primo decennio del XX secolo visse a New York, dove cominciò a disegnare illustrazioni pubblicitarie per Interwoven Socks, Hartmarx, B. Kuppenheimer & Co. e Cluett, Peabody & Company. Fu per Cluett, Peabody & Company che realizzò una delle sue illustrazioni più celebri, The Arrow Collar Man, pubblicità per i colletti Arrow; l'illustrazione divenne modello di eleganza per la moda d'inizio secolo. Il modello per quell'immagine, e per molte altre illustrazioni, fu Charles Beach, il compagno dell'artista.
Nel 1914 Leyendecker e Beach si trasferirono in una grande casa a New Rochelle, dove l'artista visse per il resto della vita. Durante la prima guerra mondiale continuò a disegnare immagini pubblicitarie per l'industria della moda ma ideò anche poster propagandistici per l'arruolamento. Gli anni venti portarono un nuovo boom nel mondo della pubblicità e Leyendecker divenne il più rinomato creatore di arte commerciale negli Stati Uniti.
Con l'avvento della grande depressione e la crisi economica, l'attività di Leyendecker cominciò a diradarsi e il suo declino fu esacerbato dal pensionamento di George Horace Lorimer, l'editore del Saturday Evening Post che gli aveva commissionato centinaia di progetti; i suoi successori, Wesley Winans Stout e poi Ben Hibbs, negli anni successivi lo usarono sporadicamente e il numero del 2 gennaio 1943 fu l'ultimo con copertina di Leyendecker. Durante la seconda guerra mondiale realizzò una delle sue ultime commissioni, da parte del Dipartimento della guerra degli Stati Uniti d'America, creando immagini promozionali per i titoli di guerra.